# Chris Durán
Pour les articles homonymes, voir Duran.
 (février 2017).
Si vous disposez d'ouvrages ou d'articles de référence ou si vous connaissez des sites web de qualité traitant du thème abordé ici, merci de compléter l'article en donnant les références utiles à sa vérifiabilité et en les liant à la section « Notes et références ».
Chris Durán, de son vrai nom Christian Calderin, né le 25 mai 1975 à Dieppe, est un chanteur et un pasteur chrétien évangélique franco-brésilien.

## Biographie
Chris Durán est né à Dieppe en France le 25 mai 1975. Il commence à chanter en 1998 .
En 1999, il enregistre son premier album intitulé Chris Duran critères à Miami. Il devient chrétien évangélique en 2001, après un accident de voiture au Chili, lors d'une tournée de promotion . En 2004, il sort son premier album gospel “Reverência” au Brésil  .
En 2008, il devient pasteur évangélique dans une église de Rio de Janeiro.
Il est marié à Polyana. Ils ont ensemble une fille appelée Esther.

## Discographie
- Te Perdi (1997)
- Why (2001)
- Reverencia (2004)
- Renúncia, (2005)
- Chris Durán Au Vivo (2006)
- Dá-me Almas (2007])
- Alliance - Chris Duran live in Bercy Paris (2009)
- Meu Encontro (2010)
- Minhas Canções (2012)
- Entrega (2012)
- Eloim (2016)
- Eloim em Foz do Iguaçu (2018)